# Amtsgericht Dachau
Das Amtsgericht Dachau ist ein Gericht der ordentlichen Gerichtsbarkeit und eines von 73 Amtsgerichten in Bayern. Der Sitz des Gerichts befindet sich in der Schlossgasse 1 in Dachau, weitere Nebenstellen an der Schlossstraße 9 und Krankenhausstraße 11.

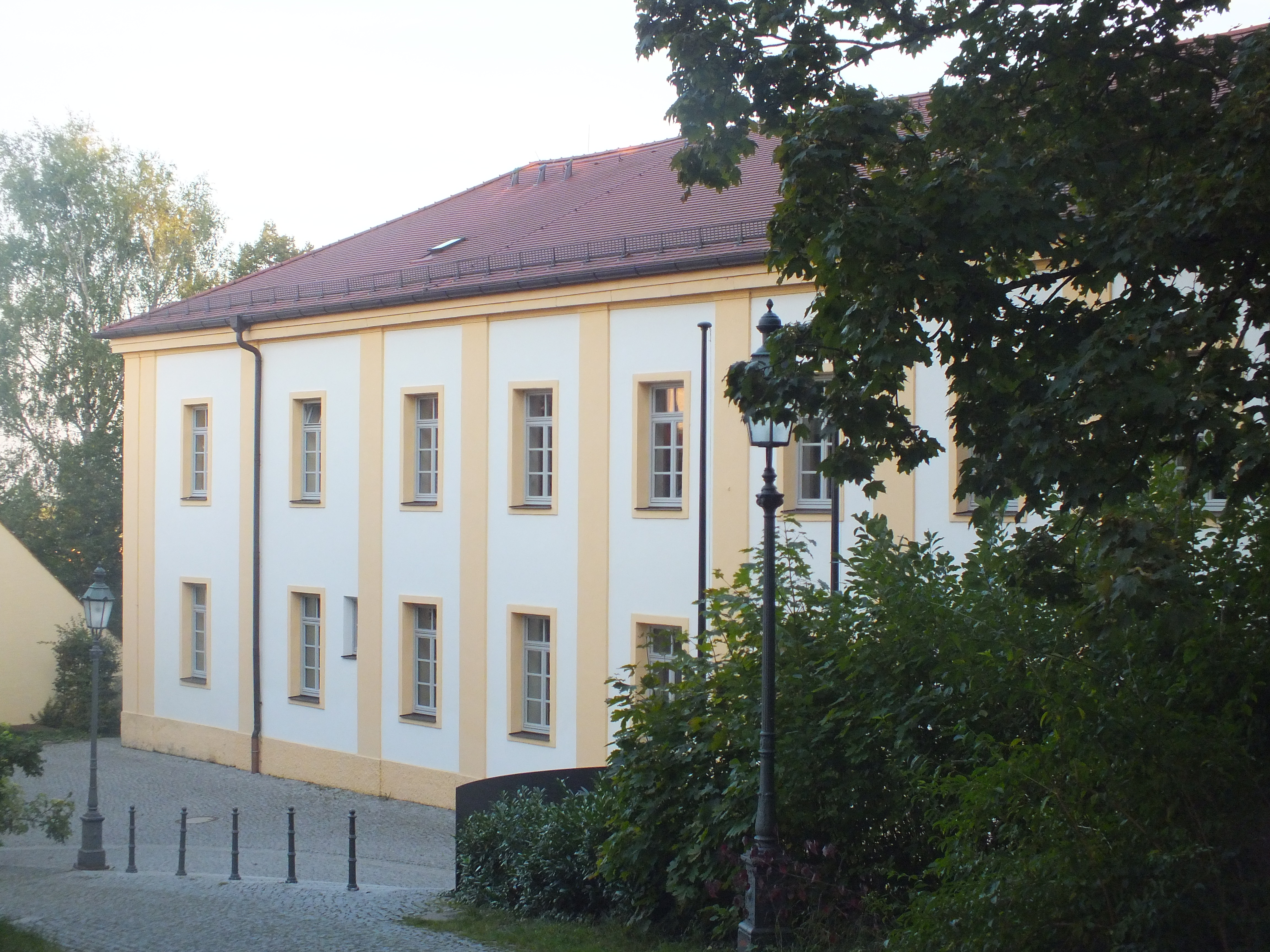
Schloßgasse 1

## Zuständigkeitsbereich

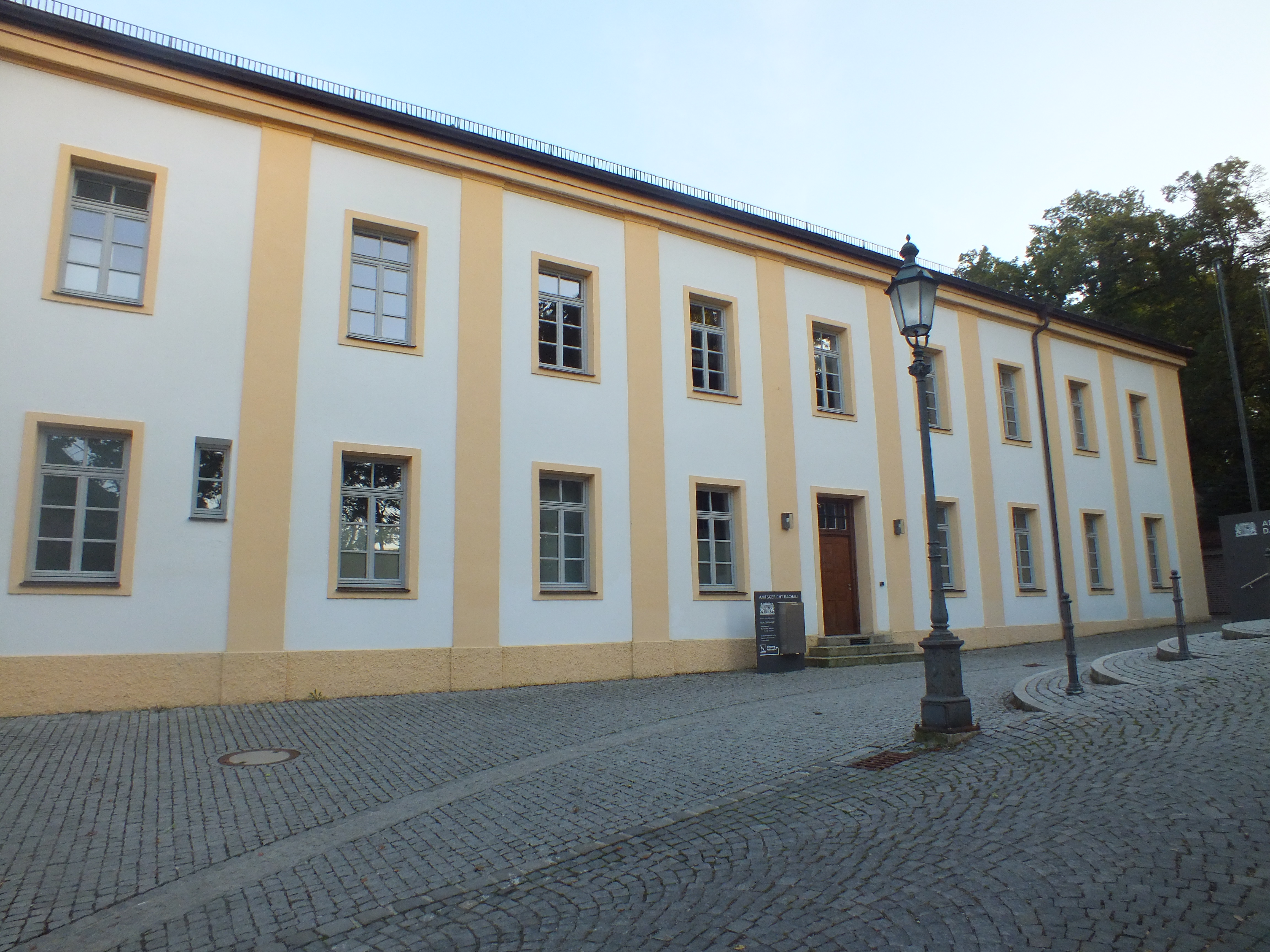
Schloßgasse 1

Das Amtsgericht Dachau ist für den Bereich des Landkreises Dachau zuständig.
Insolvenz- und Zwangsversteigerungsgericht, Registergericht (Handelsregister, Vereinsregister) ist das Amtsgericht München.

## Sonstiges
Am 11. Januar 2012 kam es während einer Sitzung zum Mord im Amtsgericht Dachau. Als Folge des Attentats wurden die bayerischen Amtsgerichte mit Metalldetektoren ausgestattet.
Im Dezember 2019 wurde der rechtsextreme Videoblogger Nikolai Nerling vom Amtsgericht Dachau wegen Volksverhetzung zu einer Geldstrafe verurteilt, nachdem er im Februar 2019 in der KZ-Gedenkstätte Dachau den Holocaust geleugnet hat.

## Baugeschichte
Das Amtsgericht, erbaut 1723, ist ein stattlicher Bau mit Lisenengliederung und flachem Walmdach. 1877 und 1899 folgten Umbauten und 2011 eine Sanierung durch Christian Endter.
Preise
- 2013: Gestaltungspreis der Stadt Dachau[8][9]

## Baudenkmal
Der ehemalige Ballsaal steht unter Denkmalschutz und ist im Denkmalatlas des Bayerischen Landesamtes für Denkmalpflege und in der Liste der Baudenkmäler in Dachau eingetragen.